# Episodi di Star Wars Resistance (seconda stagione)
La seconda e ultima stagione della serie televisiva animata Star Wars Resistance è stata trasmessa negli Stati Uniti su Disney XD dal 6 ottobre 2019, e si è conclusa il 26 gennaio 2020. 
In Italia la stagione è disponibile su Disney+ dal 15 maggio 2020.
| n° (assoluto) | n° (stagione) | Titolo originale          | Titolo italiano            | Prima TV USA     | Pubblicazione Italia |
| ------------- | ------------- | ------------------------- | -------------------------- | ---------------- | -------------------- |
| 22            | 01            | Into the Unknown          | Nell'ignoto                | 6 ottobre 2019   | 15 maggio 2020       |
| 23            | 02            | A Quick Salvage Run       | Un recupero rischioso      | 13 ottobre 2019  | 15 maggio 2020       |
| 24            | 03            | Live Fire                 | Addestramento              | 20 ottobre 2019  | 15 maggio 2020       |
| 25            | 04            | Hunt on Celsor 3          | A caccia su Celsor 3       | 27 ottobre 2019  | 15 maggio 2020       |
| 26            | 05            | The Engineer              | L'ingegnere                | 3 novembre 2019  | 15 maggio 2020       |
| 27            | 06            | From Beneath              | Sotto la superficie        | 10 novembre 2019 | 15 maggio 2020       |
| 28            | 07            | The Relic Raiders         | I cacciatori di reliquie   | 17 novembre 2019 | 15 maggio 2020       |
| 29            | 08            | Rendezvous Point          | L'incontro                 | 24 novembre 2019 | 15 maggio 2020       |
| 30            | 09            | The Voxx Vortex 5000      | La Voxx Vortex 5000        | 1º dicembre 2019 | 15 maggio 2020       |
| 31            | 10            | Kaz's Curse               | La maledizione di Kaz      | 8 dicembre 2019  | 15 maggio 2020       |
| 32            | 11            | Station to Station        | Da stazione a stazione     | 15 dicembre 2019 | 15 maggio 2020       |
| 33            | 12            | The Missing Agent         | L'agente scomparso         | 22 dicembre 2019 | 15 maggio 2020       |
| 34            | 13            | Breakout                  | Evasione                   | 29 dicembre 2019 | 15 maggio 2020       |
| 35            | 14            | The Mutiny                | L'ammutinamento            | 5 gennaio 2020   | 15 maggio 2020       |
| 36            | 15            | The New World             | Il nuovo mondo             | 12 gennaio 2020  | 15 maggio 2020       |
| 37            | 16            | No Place Safe             | Nessun luogo è sicuro      | 12 gennaio 2020  | 15 maggio 2020       |
| 38            | 17            | Rebuilding the Resistance | Ricostruire la Resistenza  | 19 gennaio 2020  | 15 maggio 2020       |
| 39            | 18            | The Escape: Part 1        | L'evasione (prima parte)   | 26 gennaio 2020  | 15 maggio 2020       |
| 40            | 19            | The Escape: Part 2        | L'evasione (seconda parte) | 26 gennaio 2020  | 15 maggio 2020       |

## Nell'ignoto
- Titolo originale: Into the Unknown
- Diretto da: Brad Rau
- Scritto da: Dave Filoni

### Trama
Dopo essere fuggiti da Castillon, Kazuda Xiono, Jarek Yeager e i loro amici del Colosso sono ora diretti verso D'Qar, la base della Resistenza, in modo così da essere più sicuri dal Primo Ordine, che gli sta dando la caccia. Purtroppo, durante il viaggio, qualcosa va storto: infatti, essendo nello spazio da molto tempo, il Colosso si trova intrappolato nel bel mezzo dello spazio, incapaci di raggiungere D'Qar con il Primo Ordine alle loro spalle. Tra l'altro, oltre a non essere capaci di raggiungere D'Qar, c'è un problema di gravità, che spesso e volentieri la gravita c'è e non. Kaz, insieme ai suoi amici Neeku e Torra Doza e il suo droide CB-23, vengono mandati a sistemare la gravità e il trasmettitore di messaggi, in modo così da poter contattare la Resistenza. Mentre Kaz, Neeku e Torra si occupano della gravità, CB-23 si occuperà del trasmettitore, ma misteriosamente scompare. Neeku allora va a cercarla, ma scompare anche lui. Così, Kaz e Torra decidono di investigare, e scoprono che CB-23 è stata danneggiata, mentre Neeku è imprigionato, scoprendo che tutto questo è causato da un droide del Primo Ordine rimasto sulla stazione, e che intende contattare il resto del Primo Ordine per dare a loro la posizione del Colosso. Kaz e Torra ingaggiano con lui uno scontro, nel quale si aggiunge anche CB-23, che è stata sistemata da Neeku, e alla fine i tre riescono a sconfiggere il droide, spedendolo fuori dalla stazione, liberare Neeku e a ripristinare la gravità.

## Un recupero rischioso
- Titolo originale: A Quick Salvage Run
- Diretto da: Bosco Ng
- Scritto da: Brandon Auman

### Trama
Dopo un sacco di tempo trascorso nello spazio, Kaz, Yeager e i loro amici del Colosso riescono finalmente a raggiungere D'Qar, scoprendo però che il pianeta è disabitato e non c'è traccia della Resistenza. Vicino al Colosso, c'è una nave abbandonata e danneggiata della Resistenza, che potrebbe avere un sacco di provviste e ipercombustibile, visto che il Colosso non ha più ne provviste ne ipercombustibile, e tra un momento all'altro il Primo Ordine potrebbe venire su D'Qar e attaccare il Colosso. Kaz si avventura in una missione al fianco di Neeku, CB-23, Synara San, Kragan-Gorr e la sua ciurma di pirati per prendere le provviste e l'ipercombustibile, così da far ripartire il Colosso prima dell'arrivo del Primo Ordine.
Nel frattempo, Tam viene convinta da Jacen (anche lui ora cadetto del Primo Ordine) a rivelare all'agente Tierny della trasmissione inviatale da Kaz sul suo comlink personale. Grazie a ciò, Pyre e Tierny riescono ad acquisire la posizione del Colosso e a giungere nell'orbita D'Qar, per attaccare la stazione. Il capitano Doza decide d'impiegare gli Assi contro i Caccia TIE, così da permettere a Kaz e agli altri di avere più tempo per trasportare il combustibile dalla nave distrutta al Colosso, dove infine  riescono a mettere l'ipercombustibile nel motore, facendo ripartire la stazione sfuggendo dal sistema.

## Addestramento
- Titolo originale: Live Fire
- Diretto da: Steward Lee
- Scritto da: Mairghread Scott

### Trama
A seguito dell'attacco del Primo Ordine, Doza decide di assegnare Kaz e Yeager alla squadra Assi, in modo che possano addestrarla per battaglie future. Per il primo addestramento il gruppo si reca quindi su una luna ghiacciata lì vicino (Celsor 3). Inizialmente Hype ha difficoltà ad accettare i nuovi arrivati come addestratori per via del suo carattere, ma poi Torra lo costringe a rimanere.
 Alla sessione d'addestramento successiva, il gruppo viene diviso in tre coppie, e Kaz si ritrova a fare squadra con Hype. Malgrado qualche dissapore iniziale, quando il gruppo s'imbatte in un gigantesco animale nativo (il jakoosk) i due riescono a collaborare: seguendo il consiglio del suo compagno Kaz colpisce una roccia di ghiaccio che colpisce il mostro, riuscendo a salvare Yeager e a riportare il gruppo salvo sul Colosso.
Contemporaneamente, anche Tam e Jacen sono alle prese con l'addestramento come piloti del Primo Ordine. Nelle prime fasi, l'abilità di Tam come pilota stupisce la sua addestratrice (il luogotenente Galek). Tuttavia, quando la ragazza soccorre Jacen, a seguito di un malfunzionamento del suo caccia TIE, viene duramente rimproverata da Galek, in quanto il Primo Ordine si basa sull'obbedienza ai superiori e la sopravvivenza dei migliori.

## A caccia su Celsor 3
- Titolo originale: Hunt on Celsor 3
- Diretto da: Brad Rau
- Scritto da: Sharon Flynn

### Trama
A causa della scarsità di cibo, molti abitanti del Colosso minacciano di lasciare la stazione. Zia Ze chiede quindi a Kaz e Torra di tornare su Celsor 3 per catturare il jakoosk che avevano precedentemente affrontato. Kragan e la loro ciurma di pirati decidono di accettare, in modo da minare l'autorità di Doza (cosa che spinge Kaz e Torra ad aggiungersi alla battuta).
Arrivati sulla luna, il gruppo viene però diviso dal jakoosk (invulnerabile alle armi da fuoco) che costringe la ciurma a ritirarsi, abbandonando però due membri.
 Poiché Kragan riesce comunque a riversare la responsabilità del fallimento su Doza,  Kaz e Torra (accompagnati da CB-23 e dal cucciolo della ragazza, Buggles), tornano quindi su Celsor. I due amici riescono infine a recuperare i pirati rimasti e ad abbattere la bestia, che viene poi cucinato da zia Ze permettendo a tutto l'equipaggio del Colosso di festeggiare con un grande banchetto.

## L'ingegnere
- Titolo originale: The Engineer
- Diretto da: Bosco Ng
- Scritto da: Sarah Carbiener, Erica Rosbe

### Trama
Kaz, Neeku, Yeager e Doza ricevono una richiesta d'aiuto da una nave abbandonata ma ancora in funzione nelle loro vicinanze. Kaz, insieme a Synara e CB-23, parte per la missione di salvataggio, salvando l'unico clandestino che si trovava: Nena, una schiava del Primo Ordine che è fuggita. Dopo aver portato Nena sul Colosso, la ragazza si dimostra subito molto intelligente e comincia ad avere ottimi rapporti con gli abitanti del Colosso, in particolare con Neeku. Nel frattempo, Kaz, Synara e CB-23 scoprono in realtà che Nena è una spia del Primo Ordine che sta cercando di dare a loro la posizione del Colosso. Kaz va ad avvertire Neeku, mentre Nena comincia a fuggire. Nonostante Kaz, Neeku, Synara e CB-23 cercano di fermarla, Nena riesce lo stesso a fuggire e lo Star Destroyer del comandante Pyre e dell'agente Tierny arriva sul posto. Fortunatamente, Kaz e Neeku riescono a riparare le parti restanti del Colosso, che erano state disattivate da Nena, e fare il salto nell'iperspazio.

## Sotto la superficie
- Titolo originale: From Beneath
- Diretto da: Steward Lee
- Scritto da: Kevin Burke, Chris "Doc" Wyatt

### Trama
Kaz, Torra, CB-23, Orka e Flix, si recano sul pianeta natale di quest'ultimo, Draghor III, per recuperare nuovo carburante per il Colosso dalla stazione di rifornimento gestita dalla famiglia di Flix. Superata la freddezza iniziale fra quest'ultimo e suo cugino Flanx, viene stabilito un accordo: Flanx darà a loro del carburante se Kaz e i suoi amici lo aiuteranno a riparare una trivella per l'estrazione del carburante.   Arrivati nelle miniere, tuttavia, il gruppo viene attaccato da un enorme mostro che rende la missione più difficile. Per fortuna, riescono a trovare un modo per sconfiggere il mostro e prendere l'ipercombustibile. Con la missione compiuta, Kaz, Torra, CB-23, Orka e Flix lasciano Draghor III, ringraziando i cugini di Flix e ritornano sul Colosso.

## I cacciatori di reliquie
- Titolo originale: The Relic Raiders
- Diretto da: Brad Rau
- Scritto da: Brandon Auman

### Trama
Kaz, Torra, CB-23, Kel, Elia e il capitano degli Assi Freya Ferris vengono inviati sul pianeta Ashas Ree in cerca di rifornimenti. Una volta arrivati, Kaz, CB-23, Kel e Elia si inoltrano in un vecchio Tempio Sith, e durante l'esplorazione, si imbattono in Mika Grey, un'archeologa che vuole impedire che gli artefatti del tempo cadano in mano al Primo Ordine. Dopo aver trovato la reliquia, il gruppo scopre che le truppe del Primo Ordine guidate dall'agente Raith, sono giunte sul pianeta e catturano Kaz, Kel, Eila e CB-23. Mika sacrifica allora l'artefatto Sith, rilasciando una forte onda d'energia che distrugge i soldati. L'archeologa decide allora di unirsi al gruppo sul Colosso, dove comincia a stringere amicizia con Eila, sensibile alla Forza.

## L'incontro
- Titolo originale: Rendezvous Point
- Diretto da: Bosco Ng
- Scritto da: Jennifer Corbett

### Trama
Sul Colosso stanno si tengono i festeggiamenti per il compleanno di Tora, e Doza (per fare un regalo a sua figlia) decide di fermarsi nello spazio, per aspettare l'arrivo di un pilota della Resistenza e vecchia conoscenza di lui e Torra: la pilota, infatti, non è altri che Venisa, la moglie di Doza e madre di Torra, che i due non vedono da anni dopo che Venisa si è unita alla Resistenza per combattere il Primo Ordine ma oggi, per il compleanno della ragazza, il regalo da parte del padre è quello di riunire Torra con sua madre. Purtroppo qualcosa va storto: infatti nelle vicinanze, lo Star Destroyer del comandante Pyre e dell'agente Tierny arriva e rapisce Venisa, rovinando così i piani di Doza per il regalo della figlia. Nonostante Doza ordini a tutti gli abitanti di rimanere sul Colosso e non andare da nessuna parte, questo non ferma Torra che, aiutata da Kaz, CB-23 e Neeku, si infiltra nello Star Destroyer per liberare il pilota. Fatto ciò, la ragazza riconosce dopo molti anni la madre, rendendosi anche conto di ciò che suo padre voleva fargli per il compleanno. Dopodiché, Torra, Venisa, Kaz, CB-23 e Neeku riescono a fuggire dallo Star Destroyer, salutando poi Venisa che deve tornare dalla Resistenza, riuscendo però in tempo a fare gli auguri alla figlia. Tornati sul Colosso, iniziano ufficialmente i festeggiamenti del compleanno di Torra. Poi, finiti i festeggiamenti, Torra si reca nell'ufficio di suo padre, e afferma che, sebbene gli manchi sua madre, capisce allo stesso tempo che la Galassia ha bisogno di lei, e che per il momento può accettarlo.

## La Voxx Vortex 5000
- Titolo originale: The Voxx Vortex 5000
- Diretto da: Steward Lee
- Scritto da: Gavin Hignight

### Trama
Il Colosso sta quasi perdendo tutto il denaro che ha, e il gruppo deve trovare un modo per acquisire altro denaro, così da comprare altre provviste, che stanno terminando anche loro. Yeager conduce così Kaz, Torra, Doza e gli Assi a Voxx Cluster, dove qui il gruppo incontra un vecchio amico di Yeager: Vranki, un hutt proprietario di un casino su Voxx Cluster. Si scopre infatti che per un tempo, Yeager correva per Vranki prima di abbandonare la vita da pilota. Yeager chiede a Vranki una grande quantità di denaro, e quest'ultimo accetta solo se Yeager piloterà insieme ai suoi compagni. A questo punto, capendo che è l'unico modo per acquisire il denaro, Yeager, Kaz, Torra e gli Assi accettano la proposta di Vranki, cominciando a pilotare contro i piloti dell'Hutt. Arrivati all'ultimo giro, il gruppo si appresta a vincere la gara e di conseguenza il denaro, ma Vranki, che ce l'ha con Yeager per averlo abbandonato anni prima, manipola la gara per far sì che siano i suoi piloti a vincere. Fortunatamente, Yeager e i suoi compagni riescono a vincere la gara, acquisire il denaro e tornare sul Colosso, anche se Yeager ha promesso a Vranki che presto tornerà a ritrovarlo.

## La maledizione di Kaz
- Titolo originale: Kaz's Curse
- Diretto da: Brad Rau
- Scritto da: Eugene Son

### Trama
Durante un gioco d'azzardo con Synara e la ciurma di Kragan, Kaz riesce a vincere il gioco, prendendosi tutti i crediti degli altri giocatori. Leoz, uno dei pirati, pensa che Kaz abbia vinto perché abbia barato, ma Kaz ammette che non è così. Perciò, Leoz fa cadere una maledizione sul ragazzo, che lo avverte che da quel momento e in poi sarà sfortunato. Nei giorni successivi, a Kaz capitano un sacco di cose sfortunate, ed è quindi palese che la maledizione sia vera. Per togliersela di dosso, Kaz decide contro la sua voglia, ma capendo che non ha altra scelta, di recarsi da Mika Grey, esperta delle arti mistiche, che dà a Kaz un talismano della fortuna, credendo che questo sarà l'unico modo per cui Kaz smetta di essere sfortunato. Tornato sul Colosso, Kaz deve difendere insieme agli Assi la stazione attaccata dalle guardie della morte, con l'accusa di essere entrati nel loro territorio. Nel corso della lotta, Kaz schiva alcune meteore che lo stavano per colpire, ed e così che realizza che il talismano datole da Mika Grey effettivamente funziona, e grazie anche a ciò, riesce a proteggere il Colosso, che riesce a fare il salto nell'iperspazio, fuggendo dalle guardie della morte.

## Da stazione a stazione
- Titolo originale: Station to Station
- Diretto da: Bosco Ng
- Scritto da: Mark Henry

### Trama
Tam viene mandata su Titano, una stazione del Primo Ordine, dal luogotenente Galek per aiutare il generale Hux in un incarico non meglio specificato. Arrivata su Titano, Tam comincia ad aiutare il generale Hux, ma a sua insaputa, nella stazione ci sono anche Kaz, Neeku e CB-23, infiltrati sotto copertura come due tecnici e un droide del Primo Ordine, per rubare un marchingegno di estrema importanza per il Colosso. Dopo qualche imprevisto, Kaz, Neeku e CB-23 riescono a raggiungere l'hangar principale della stazione e si apprestano ad estrarre il marchingegno, venendo tuttavia scoperti da Jace Ruklin, divenuto come Tam un pilota del Primo Ordine e vecchio amico di Kaz che c'è la con lui per avergli distrutto il suo aereo tempo addietro, che fa scattare l'allarme. Kaz, Neeku e CB-23 riescono a recuperare il marchingegno e poi fuggire prima di venire catturati dagli stormtrooper, guidati da Hux, ma vengono ostacolati da Tam, che si appresta a catturarli. Tam decide di lasciarli andare lo stesso, e il trio riesce così a fuggire prima di venire catturati. Nel frattempo, i principali membri del Primo Ordine cominciano ad avere qualche dubbio sulla posizione di Tam, dopo aver aiutato i suoi vecchi amici.

## L'agente scomparso
- Titolo originale: The Missing Agent
- Diretto da: Steward Lee
- Scritto da: Brandon Auman

### Trama
Kaz, Yeager, Doza e CB-23 ricevono una richiesta d'aiuto nelle vicinanze, e decidono di andare a controllare. Kaz, Yeager e CB-23, aiutati da Synara, vengono inviati da Doza su Varkana, dove è arrivata la richiesta d'aiuto, per capire chi possa averla inviata. Con l'aiuto di CB-23, il gruppo trova una vecchia casa abbandonata, e scoprono che è stato Norath Kev, un agente della Resistenza, a inviare la richiesta d'aiuto, in quanto Kev era una spia all'interno del Primo Ordine, ma è stato poi scoperto ed era costretto a fuggire, venendo però catturato da Ax Tagrin, un cacciatore di taglie assoldato dal Primo Ordine. Dopo uno scontro con Tagrin, il gruppo si reca da Lechee, un rivenditore di pezzi di ricambio e rottami che è in combutta con il cacciatore di taglie. Dopo averlo interrogato, scoprono che Kev è tenuto prigioniero su una nave in procinto di partire. Entrano così nella nave, finendoci però dentro visto che era una trappola ideata dallo stesso Tagrin per catturare anche loro. Il gruppo riesce per fortuna a fuggire, ma si trovano costretti a combattere contro Tagrin. Mentre Kaz, Kev e CB-23 fuggono, Yeager e Synara combattono contro Tagrin, ma quest'ultimo riesce a sconfiggerli, venendo poi catturati, come scoprono anche Kaz, Kev e CB-23 dopo essere stati avvisati da Doza.

## Evasione
- Titolo originale: Breakout
- Diretto da: Brad Rau
- Scritto da: Steven Melching

### Trama
Dopo la cattura di Yeager e Synara, Kaz, Kev e CB-23 devono ideare un piano per salvare i loro compagni e riportarli sul Colosso. Camuffati come due stormtrooper e un droide del Primo Ordine, il trio entra nello Star Destroyer del comandante Pyre e dell'agente Tierny, dove si trovano Yeager e Synara, e dopo aver superato tutti gli ostacoli, riescono a raggiungere i compagni e salvarli. Tuttavia, vengono scoperti da Tagrin, che deve completare ancora la sua missione, facendoli così scoprire. Intanto, gli Assi, guidati da Torra, proteggono con tutte le loro forze il Colosso, per aspettare l'arrivo di Kaz, Yeager, Synara, Kev e CB-23. Una volta che i cinque riescono ad arrivare, anche Torra e gli Assi ritornano a bordo, che fanno poi il salto nell'iperspazio riuscendo in questo modo a fuggire.

## L'ammutinamento
- Titolo originale: The Mutiny
- Diretto da: Bosco Ng
- Scritto da: Mairghread Scott

### Trama
Kragan e la sua ciurma di pirati si recano su Vanqor per incontrarsi con il loro benefattore Sidon Ithano, che grazie a costui acquisiscono dei vecchi droidi separatisti e vecchie armi delle Guerre dei cloni per poter conquistare il Colosso. Tornati sulla stazione, la ciurma camuffa i droidi e le armi per non far destare sospetti alle altre persone, chiedendo poi a Kaz, Synara e Neeku di riparare i droidi e le armi, visto che essendo vecchie non funzionano più e hanno bisogno di una riparazione. Tuttavia, quando il trio scopre la verità, Kragan e la ciurma fanno di loro prigionieri per evitare di avvertire Doza o qualsiasi altro abitante della stazione del pericolo che stanno per incontrare. Fortunatamente, Kaz, Synara e Neeku riescono a liberarsi e fermare la ciurma di Kragan, dove sarà punita per il suo tentato attacco e tradimento.

## Il nuovo mondo
- Titolo originale: The New World
- Diretto da: Steward Lee
- Scritto da: Jennifer Corbett

### Trama
Dopo molto tempo trascorso nello spazio alla ricerca di un nuovo pianeta per stare più sicuri dal Primo Ordine, Kaz, Yeager e il resto del Colosso raggiungono il pianeta Aeos, dove decidono di posizionarsi lì. Doza manda Kaz, CB-23 e Griff Halloran, un membro degli Assi, per esplorare il pianeta. Il trio comincia l'esplorazione, trovando un casco da pilota di caccia TIE del Primo Ordine, lasciando ai tre un dubbio sul fatto che possano esserci altre forme di vita sul pianeta. Entrando in una grotta, il trio viene catturato dagli abitanti di Aeos: i Krakavora e dalla loro regina, e con la loro apparizione, i Krakavora pensano che siano in compagnia, perciò decidono di attaccare anche gli altri, facendo di Kaz, CB-23 e Griff prigionieri, per evitare di avvertire i loro compagni dell'attacco che sta per venire. I Krakavora rintracciano il Colosso e cominciano ad attaccarlo, e mentre Yeager, Torra e gli Assi cercano di proteggere la stazione, Kaz, CB-23 e Griff riescono a liberarsi, fuggire dalla grotta e raggiungere i loro compagni che riescono a fermarli e interrompere la lotta. Dopo aver stretto un accordo con i Krakavora, costui diventano alleati del Colosso, permettendogli di restare su Aeos.

## Nessun luogo è sicuro
- Titolo originale: No Place Safe
- Diretto da: Brad Rau
- Scritto da: Gavin Hignight

### Trama
Il Colosso comincia ad abituarsi alla sua nuova vita su Aeos, ormai sicuri dal Primo Ordine. Kaz, credendo di aver compiuto finalmente la sua missione, decide di lasciare la stazione e tornare dalla Resistenza. Dopo aver salutato tutti i suoi amici, in particolare Yeager, Torra e Neeku, Kaz e CB-23 lasciano il pianeta e si apprestano a ricongiungersi con la Resistenza. Nel corso del viaggio, però, un droide sonda del Primo Ordine li scova e li attacca. Sebbene Kaz e CB-23 riescono a distruggerlo, il droide sonda è riuscito lo stesso a sparare e di conseguenza mettere fuori uso il caccia di Kaz, ma non solo: infatti, il droide sonda è riuscito  ad inviare in tempo la posizione della Resistenza su Aeos, che viene rintracciata dal comandante Pyre e dall'agente Tierny. Kaz e CB-23 riescono a riparare il caccia del ragazzo, ma poco dopo il Primo Ordine, guidato da Pyre e Tierny, sopraggiunge su Aeos. Kaz torna sul pianeta per avvertire Yeager, Doza e il resto del Colosso dell'arrivo del Primo Ordine sul pianeta. Doza manda Kaz, Yeager, Torra e gli Assi per farsi aiutare in questa battaglia. Il gruppo, aiutato dai Krakavora, attaccano il Primo Ordine e dopo un po', torna sulla stazione e fugge ancora una volta.

## Ricostruire la Resistenza
- Titolo originale: Rebuilding the Resistance
- Diretto da: Bosco Ng
- Scritto da: Jennifer Corbett

### Trama
A seguito della loro fuga su Aeos, Kaz, Yeager e il resto del Colosso deve trovare in un modo o nell'altro di raggiungere il resto della Resistenza. Nel frattempo, il gruppo viene raggiunto da alcuni piloti della Resistenza, guidati da Venisa Doza, la madre di Torra e moglie di Doza, e Norath Kev, il pilota salvato da Kaz, Yeager, CB-23 e Synara su Varkana. I piloti della Resistenza chiedono aiuto per portare via le nuove reclute rimaste bloccate su Dantooine, ora sotto il controllo del Primo Ordine, e che se non arriveranno prima di loro, verranno catturati. Venisa, Kev e gli altri piloti, aiutati da Kaz e Torra, riescono a raggiungere il pianeta riuscendo a salvare in questo modo le reclute, ma mentre sono sulla via di fuga, vengono intercettati dal Primo Ordine, e una squadriglia di caccia TIE, guidati da Tam e Ruklin, si scaglia contro di loro. Inizia così una battaglia tra la squadriglia della Resistenza e quella del Primo Ordine, nella quale vince la Resistenza che riesce a fuggire da Dantooine e tornare sul Colosso. Una volta tornati, Doza, Yeager e Torra entrano nella Resistenza, e cominciano a creare un piano per la battaglia finale contro il Primo Ordine.

## L'evasione
- Titolo originale: The Escape: Part 1 & 2
- Diretto da: Steward Lee e Brad Rau
- Scritto da: Brandon Auman

### Trama
Il Primo Ordine ritorna su Aeos per distruggere il pianeta e giustiziare i Krakavora per aver aiutato la Resistenza. Tam, assistendo impotente dalla superficie del pianeta e rendendosi conto della vera crudeltà del Primo Ordine, prende il suo comilk e fugge senza essere notata. Nel frattempo, Kaz, Yeager e il resto del Colosso ritornano da dove tutto è iniziato: Castillon, sperando almeno questa volta che il Primo Ordine non li troverà. Una volta raggiunto il pianeta, Kaz, Yeager e CB-23 escono fuori in attesa di un possibile arrivo del Primo Ordine, notando un caccia TIE. Il pilota si rivela essere Tam, che stavolta però non è intenzionata a catturare i ribelli e portarli al Primo Ordine, tutt'altro: Tam si rende conto stavolta di essere passata dalla parte sbagliata, e perciò ha seguito tramite il comlik le tracce del Colosso fino ad arrivare a Castillon. Nel frattempo, il comandante Pyre e l'agente Tierny avvertono Kylo Ren, divenuto il nuovo leader supremo del Primo Ordine dopo la "morte" di Snoke, del loro successo su Aeos e del tradimento di Tam nei loro confronti, ma grazie al comlik della ragazza riescono a rintracciare lei e la Resistenza su Castillon, recandosi immediatamente lì. Una volta raggiunto il pianeta, Kaz, Yeager, Tam e CB-23 si accorgono del loro arrivo, e avvertono Doza ordinandogli di portare via tutti. Synara però si rende conto che non devono più scappare, ma combattere i loro nemici. Così, Torra, Venisa, gli Assi, Kev e i piloti della Resistenza salvati su Dantooine combattono nella superficie di Castillon contro i piloti del Primo Ordine, mentre gli altri abitanti del Colosso rimasti giù, guidati da Neeku, combattono contro gli stormtrooper. Intanto, Kaz, Yeager e CB-23 entrano nello Star Destroyer di Pyre e Tierny, dove il trio combatte contro l'infido comandante. Yeager e Kaz vengono messi fuori gioco, con il primo che perde i sensi, e il secondo che sta per essere ucciso da Pyre, ma CB-23 lo trattiene perdendo in questo modo la vita dopo essere stata distrutta da Pyre, permettendo tuttavia a Kaz di ucciderlo. Kaz e Yeager, che ha ripreso i sensi, fuggono dallo Star Destroyer che poco dopo la loro fuga viene distrutto dai loro amici, dove Tierny e Ruklin perdono la vita. Kaz, Yeager e i loro amici festeggiano la loro vittoria, mentre Tam perdona tutti i suoi amici di tutti gli errori che ha fatto, rendendosi conto che la sua vera famiglia era sul Colosso tra Kaz, Yeager e Neeku, e loro accettano le sue scuse, facendola tornare nella loro grande famiglia.